# 怒III
『怒III』（いかり・スリー）は、SNKが開発し1989年1月より稼働されたアーケード用アクションシューティングゲーム。日本国外では『Ikari III: The Rescue』のタイトルで稼働された。
同社の『怒』シリーズ第3作目。主人公のラルフとクラークを操作し、誘拐された次期大統領の息子を救出する事を目的としたゲーム。前作までとは異なり、銃撃のみではなく肉弾戦が可能となっている事を特徴としている。音楽は同社のファミリーコンピュータ用ソフト『脱獄 -Prisoners of War-』（1989年）を手掛けた幡谷希久子と前作『怒号層圏』（1986年）を手掛けた田中敬一が担当している。
1990年にファミリーコンピュータに移植された他、北米ではコモドール64およびPC/AT互換機に移植された。アーケード版は後にPlayStation Portable用ソフト『SNKアーケードクラシックスゼロ』（2011年）に収録され、北米では単品としてPlayStation Networkにて配信された。その後Nintendo Switch用ソフト『SNK 40th Anniversary Collection』（2018年）に収録され、同ソフトはPlayStation 4、Xbox One、Windowsにおいても発売。さらにその後日本国内においてアーケードアーカイブスでPlayStation 4、Nintendo Switch版が配信された。
本作は前2作ほどヒットせず話題とならなかったために『怒』シリーズは本作が最終作となった。しかし、主人公のラルフとクラークは同社のアーケードゲーム『ザ・キング・オブ・ファイターズ』（1994年）シリーズに登場する事となった。

## ゲーム内容
前2作とは異なり最初は拳銃などの火器は装備しておらず、トップビュー型ではあるがパンチとキックを駆使して肉弾戦を行うテクノスジャパンの『ダブルドラゴン』（1987年）を模したスタイルへと変更された。拳銃などの武器は道中で拾う事で使用できるようになる。
またライフ制となった事でパンチやキックによる敵の攻撃を受けても即死ではなくなったが、銃撃や手榴弾の攻撃は即死となっている。
本作ではラルフの鉢巻の色が青、クラークの鉢巻の色が赤と、前2作と逆になっている。

## ストーリー
某国の次期大統領の息子が誘拐された。事件は政権交代を快く思っていない反政府軍の仕業と判明したが、公的な任務とできない案件のため、政府はラルフとクラークの2人に事件解決を託すのだった。

## 移植版
| No. | タイトル                        | 発売日                        | 対応機種                                                 | 開発元               | 発売元                           | メディア                              | 型式                              | 備考                                    |
| --- | ------------------------------- | ----------------------------- | -------------------------------------------------------- | -------------------- | -------------------------------- | ------------------------------------- | --------------------------------- | --------------------------------------- |
| 1   | 怒III Ikari III: The Rescue     | 1990年3月16日 1991年2月       | ファミリーコンピュータ                                   | SNK                  | ケイ・アミューズメントリース SNK | 2メガビットロムカセット               | KAC-3D NES-3D-USA                 |                                         |
| 2   | Ikari III: The Rescue           | 1990年                        | コモドール64 PC/AT互換機                                 | Quicksilver Software | SNK                              | フロッピーディスク                    | -                                 |                                         |
| 3   | Ikari III: The Rescue           | INT 2006年11月22日            | Windows                                                  | SNK                  | GameTap                          | ダウンロード (GameTap)                | -                                 | アーケード版の移植                      |
| 4   | SNKアーケードクラシックスゼロ   | 2011年4月21日                 | PlayStation Portable                                     | G1M2                 | SNKプレイモア                    | UMD ダウンロード                      | -                                 | 日本国外アーケード版を収録              |
| 5   | Ikari III: The Rescue           | 2012年4月24日                 | PlayStation 3 PlayStation Portable (PlayStation Network) | G1M2                 | SNK                              | ダウンロード                          | -                                 | アーケード版の移植                      |
| 6   | SNK 40th Anniversary Collection | 2018年11月13日 2018年11月16日 | Nintendo Switch                                          | Digital Eclipse      | Digital Eclipse NIS America      | ダウンロード                          | -                                 | アーケード版の移植                      |
| 7   | SNK 40th Anniversary Collection | 2019年3月19日 2019年3月22日   | PlayStation 4                                            | Digital Eclipse      | Digital Eclipse NIS America      | ダウンロード                          | UP1063-CUSA13239 EP1063-CUSA13229 | アーケード版の移植                      |
| 8   | SNK 40th Anniversary Collection | INT 2019年5月3日              | Xbox One                                                 | Digital Eclipse      | SNK Digital Eclipse NIS America  | ダウンロード                          | -                                 | アーケード版の移植                      |
| 9   | SNK 40th Anniversary Collection | INT 2019年6月7日              | Windows                                                  | Digital Eclipse      | SNK Digital Eclipse NIS America  | ダウンロード (Steam)                  | -                                 | アーケード版の移植                      |
| 10  | 怒III                           | 2020年3月26日                 | PlayStation 4 Nintendo Switch                            | SNK                  | ハムスター                       | ダウンロード (アーケードアーカイブス) | -                                 | アーケード版の移植 北米版、欧州版も収録 |

## スタッフ
アーケード版
- スペシャル・サンクス：K2、MITUO、KEN、K.S、RIYO.K
- 音楽：KIDON（幡谷希久子）、TARKUN（田中敬一）
- アート・ディレクター：MADAKA（かまだおさむ）、SICK
- プログラマー：OP 4、A.YAMASHITA
- プロデューサー：YANBARU
- ディレクター：TAMA

ファミリーコンピュータ版
- プログラマー：♥LONLY HEART♥、KATTOI 2A03
- ディレクター：OBA（小畑浩二）
- デザイナー：TESSAI、TANZEN♥SAKAMOTO、OH!TOKI.、前田義久、MANORU....!、GAGAMARU、GERO.GERO
- 音楽：KIDON（幡谷希久子）、おさかようこ、HINJAKUN
- スペシャル・サンクス：JOHN.GUSO、KOHYAN（河野和人）
- プロデューサー：川崎英吉

## 評価
ファミリーコンピュータ版
ゲーム誌『ファミコン通信』の「クロスレビュー」では合計20点（満40点）、『ファミリーコンピュータMagazine』の読者投票による「ゲーム通信簿」での評価は以下の通りとなっており、17.53点（満30点）となっている。同誌1991年5月10日号特別付録の「ファミコンロムカセット オールカタログ」では、「よりアクション性に重点が置かれている」と紹介されている。
| 項目 | キャラクタ | 音楽 | 操作性 | 熱中度 | お買得度 | オリジナリティ | 総合  |
| 得点 | 3.04       | 2.91 | 3.05   | 2.99   | 2.86     | 2.68           | 17.53 |